# First Great Awakening

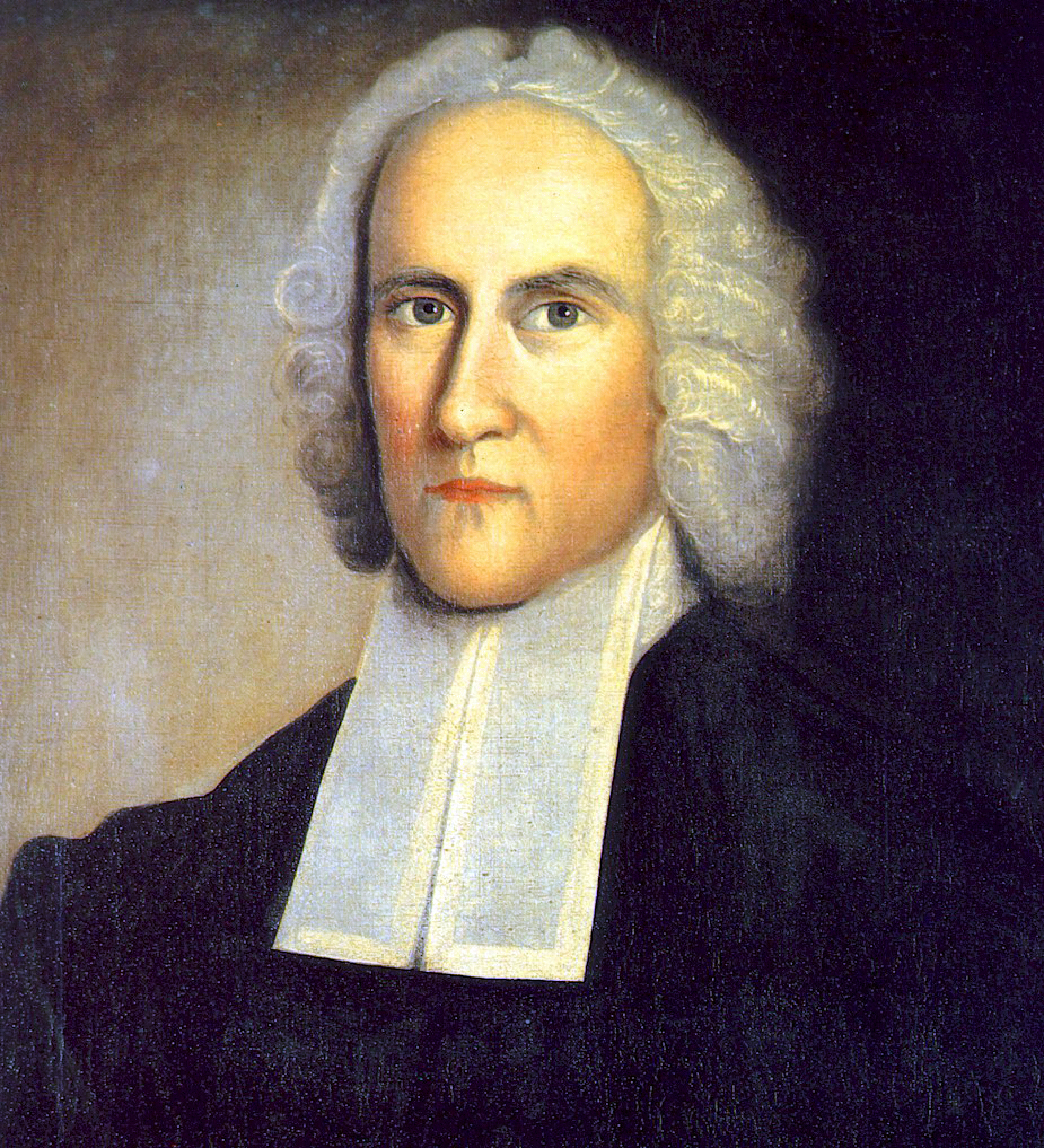
Jonathan Edwards

De First Great Awakening is de naam die wordt gegeven aan de periode van religieuze opleving in het Noordoosten van de Verenigde Staten in de periode van grofweg 1720 tot 1740. 
De opwekking begon vanuit de persoon van Jonathan Edwards, een theoloog en predikant uit Massachusetts, die de nadruk legde op een persoonlijk geloof.  Zijn meest bekende preek was genaamd Zondaren in de hand van een boze God. Ook de methodistische spreker George Whitefield die de Verenigde Staten vanuit Engeland bezocht speelde een belangrijke rol bij de opwekking. Hij reisde door de koloniën en stond bekend om zijn meer dramatische stijl van preken. Dit leidde ook tot emotionele uitingen van zijn publiek.
In deze periode kwam de nadruk minder te liggen op rituelen en ceremonies, en meer op de persoonlijke schuld van de mens ten opzichte van God en de redding door publiekelijk zonde te belijden. De First Great Awakening beïnvloedde ook het Duitse Piëtisme, en het oplevende evangelicalisme en methodisme in Engeland. In deze periode kreeg het christendom ook voor het eerst onder de zwarte slaven vaste grond.
De First Great Awakening richtte zich - in tegenstelling tot de Second Great Awakening - vooral op mensen die al kerklid waren.
De spanning tussen de verschillende kerkelijke groepen nam wel toe. Er vond met name een versteviging plaats van de positie van de kleine  baptisten- en methodistenkerken.
Ook was de opwekking een van de factoren die ten grondslag lagen aan het Amerikaanse nationalisme dat verantwoordelijk was voor het ontstaan van de Verenigde Staten van Amerika. Tussen verschillende wetenschappers is een debat gaande over de vraag hoe groot die invloed precies was.